# 聖公會安哥拉教區
聖公會安哥拉教區（葡萄牙語：Diocese Anglicana de Angola）是南非聖公會的一個教區，始於2003年。包括安哥拉全國。現任主教為安德烈‧蘇亞雷斯。